# تصفيات بطولة إفريقيا تحت 17 سنة لكرة القدم 2011
تلعب تصفيات كأس أفريقيا تحت 17 سنة 2011 من أبريل إلى أكتوبر 2010. ويتأهل سبعة منتخبات إلى النهائيات في رواندا والتي ضمنت التأهل تلقائيًا.

## الدور التمهيدي
مباريات الذهاب سوف تلعب في 9 و 10 و11 أبريل 2010. ومباريات الإياب في 23 و 24 و25 أبريل. الفائز يتأهل الي الدور الأول.
| فريق 1    | النتيجة  | فريق 2                      | المباراة 1 | المباراة 2 |
| --------- | -------- | --------------------------- | ---------- | ---------- |
| جزر القمر | 2-8      | لا ريونيون                  | 1-3        | 1-5        |
| ناميبيا   | 0-5      | جنوب إفريقيا                | 0-3        | 0-2        |
| موريشيوس  | walkover | مدغشقر                      | W/O        | W/O        |
| الصومال   | 3-1      | كينيا                       | 3-1        | 0-0        |
| تشاد      | 2-2(a)   | الغابون                     | 2-1        | 0-1        |
| الكونغو   | 4-0      | غينيا الاستوائية            | 1-0        | 3-0        |
| أوغندا    | 3-1      | زامبيا                      | 2-0        | 1-1        |
| ليبيريا   | 1-2      | السنغال                     | 1-1        | 0-1        |
| تنزانيا   | walkover | السودان                     | W/O        | W/O        |
| المغرب    | walkover | غينيا بيساو                 | W/O        | W/O        |
| ليسوتو    | 5-1      | موزمبيق                     | 3-1        | 2-0        |
| إثيوبيا   | 1-2      | جمهورية الكونغو الديمقراطية | 1-1        | 0-1        |

## الدور الأول
مباريات الذهاب سوف تلعب في 27 و 28 و 29 أغسطس 2010. ومباريات الإياب في 10 و 11 و 12 سبتمبر. الفائز يتأهل الي الدور الثاني.
- مبارتي مصر والصومال سوف يتم يلعبان في مصر بسبب الوضع السياسي في الصومال، المبارتين سوف تلعب في 6 و 10 سبتمبر 2010.

| فريق 1                      | النتيجة | فريق 2       | المباراة 1 | المباراة 2 |
| --------------------------- | ------- | ------------ | ---------- | ---------- |
| لا ريونيون                  | 5-2     | أنغولا       | 3-0        | 2-2        |
| جنوب إفريقيا                | 4-4(أ)  | بوركينا فاسو | 4-2        | 0-2        |
| موريشيوس                    | انسحاب  | زيمبابوي     | W/O        | W/O        |
| الصومال                     | 2-7     | مصر          | 0-3        | 2-4        |
| الغابون                     | 2-1     | الجزائر      | 2-1        | 0-0        |
| الكونغو                     | 3-1     | نيجيريا      | 2-0        | 1-1        |
| زامبيا                      | 2-3     | غانا         | 2-1        | 0-2        |
| السنغال                     | (أ)4-4  | غينيا        | 3-0        | 1-4        |
| السودان                     | 3-6     | تونس         | 1-2        | 2-4        |
| المغرب                      | 2-3     | غامبيا       | 1-0        | 1-3        |
| ليسوتو                      | 2-7     | الكاميرون    | 0-3        | 2-4        |
| جمهورية الكونغو الديمقراطية | 1-6     | مالي         | 1-4        | 0-2        |
| توغو                        | انسحاب  | سيراليون     | W/O        | W/O        |
| بنين                        | 1-1(أ)  | ساحل العاج   | 1-1        | 0-0        |

## الدور الثاني
مباريات الذهاب من الدور الثاني سوف تلعب في 5 و 6 و 7 نوفمبر 2010. ومباريات الإياب في 19 و 20 و 21 نوفمبر. الفائزون يتأهلون الي النهائيات في رواندا والتي تبدأ منافساتها في 7-22 يناير.
| فريق 1     | النتيجة     | فريق 2       | المباراة 1 | المباراة 2 |
| ---------- | ----------- | ------------ | ---------- | ---------- |
| لا ريونيون | 3-1         | بوركينا فاسو | 0-1        | 3-0        |
| موريشيوس   | انسحاب      | مصر          | W/O        | W/O        |
| الغابون    | 2-2(3:2)ض ج | الكونغو      | 0-2        | 2-0        |
| غانا       | 2-2(5:4)ض ج | السنغال      | 0-2        | 2-0        |
| تونس       | 3-3(أ)      | غامبيا       | 2-3        | 1-0        |
| الكاميرون  | 4-0         | مالي         | 1-0        | 3-0        |
| سيراليون   | 4-2         | ساحل العاج   | 2-2        | 2-0        |

## وصلات خارجية
- تصفيات بطولة أفريقيا تحت 17 سنة لكرة القدم 2011